# Alfred Potocki (1786–1862)
Alfred Wojciech Potocki herbu Pilawa (ur. 4 marca 1786 w Paryżu, zm. 23 grudnia 1862 w Łańcucie) – hrabia I ordynat łańcucki, marszałek Stanów Galicyjskich, piastujący godność posła z Leżajska, kawaler maltański (w zakonie od 1805 roku), kawaler Honoru i Dewocji.

## Życiorys
Alfred był właścicielem dóbr majątkowych: Krzeszowice, Łańcut, Leżajsk i Uładówka. Był oficerem armii Księstwa Warszawskiego oraz tajnym radcą austriackim. Został ranny w bitwie pod Borodino. Był też ochmistrzem wielkim galicyjskim.
Pełnił wiele funkcji państwowych nadanych w tytularnym królestwie Galicji i Lodomerii. Członek założyciel (3 lipca 1845) Galicyjskiego Towarzystwa Gospodarskiego.
Jego największą zasługą dla Łańcuta było utworzenie ordynacji z zasadą niepodzielności, niezbywalności i nieobciążalności dóbr. Ich dziedzicem mógł być wyłącznie najstarszy syn ordynata. W przypadku wygaśnięcia zaś rodu połowa majątku miała być przeznaczona na wsparcie uczącej się młodzieży, a druga dla wojskowych w stanie spoczynku.
Alfred Potocki 21 czerwca 1814 ożenił się z Józefiną Marią z Czartoryskich, córką Józefa Klemensa Czartoryskiego. Po I ordynacie do naszych czasów dotrwały przede wszystkim park w angielskim stylu krajobrazowym oraz kryta ujeżdżalnia w stylu klasycystycznym.
Dał początek gałęzi łańcuckiej i krzeszowickiej rodu Potockich, tzw. pierwszemu szczepowi Srebrnej Pilawy.

### Życie prywatne
Syn Jana (1761–1815), pisarza i podróżnika, i Julii Teresy Lubomirskiej, brat Artura, ojciec Alfreda Józefa Potockiego.